# أندريه دانيلسن
أندريه دانيلسن (بالبوكمول: André Danielsen) هو لاعب كرة قدم نرويجي، ولد في 20 يناير 1985 في ستافانغر في النرويج. شارك مع منتخب النرويج تحت 18 سنة لكرة القدم ومنتخب النرويج تحت 21 سنة لكرة القدم ومنتخب النرويج لكرة القدم. أما مع النوادي، فقد لعب مع نادي فيكينغ.

## وصلات خارجية
- أندريه دانيلسن على موقع اتحاد النرويج (النرويجية)
- أندريه دانيلسن على موقع قاعدة بيانات كرة القدم.إي يو (الإنجليزية)
- أندريه دانيلسن على موقع ناشيونال فوتبول تيمز (الإنجليزية)
- أندريه دانيلسن على موقع Soccerway.com (الإنجليزية)